# Pelé (singolo)
Pelé è un singolo del rapper italiano Rhove e del produttore italiano Madfingerz, pubblicato il 17 marzo 2023 come primo estratto dal primo album in studio Popolari.

## Descrizione
Il singolo è dedicato al calciatore e dirigente sportivo brasiliano Pelé, considerato uno dei più grandi calciatori di tutti i tempi, morto il 29 dicembre 2022.

## Video musicale
Il video è stato diretto da Mattia Bonanno ed è stato reso disponibile il 17 marzo 2023.

## Tracce
Testi e musiche di Rhove e Madfingerz.
1. Pelé – 2:14

## Classifiche

### Classifiche settimanali
| Classifica (2023) | Posizione massima |
| ----------------- | ----------------- |
| Italia            | 6                 |

### Classifiche di fine anno
| Classifica (2023) | Posizione |
| ----------------- | --------- |
| Italia            | 37        |